# Powiat Martin
Powiat Martin (słow. okres Martin) – słowacka jednostka podziału administracyjnego znajdująca się w kraju żylińskim. Powiat Martin znajduje się na terenie historycznego regionu Turiec. Miasta: powiatowy Martin i Vrútky.